# Chaszaat
Chaszaat (mong. Хашаат сум) – jeden z 19 somonów ajmaku północnochangajskiego leżący w jego południowo-wschodniej części. Siedzibą administracyjną somonu jest Bajan znajdujący się 315 km od stolicy kraju, Ułan Bator i 175 km od stolicy ajmaku, Cecerlegu. W 2010 roku somon liczył 2820 mieszkańców.

## Gospodarka
Główne zajęcie ludności stanowi pasterstwo. Występują złoża rudy żelaza. Usługi: warsztaty, szkoła, szpital.

## Geografia
W somonie przeważa krajobraz stepowy. Przez somon przepływa rzeka Orchon.
Somon leży w strefie surowego klimatu kontynentalnego. Średnia temperatura stycznia wynosi -20 °C, natomiast czerwca 18-20 °C. Średnia roczna suma opadów waha się od 250 do 300 mm.

## Fauna
Na terenie somonu występują m.in. lisy, wilki, korsaki, manule i zające.

## Turystyka
W somonie znajduje się kilka zabytków turkuckich z VI-VIII wieku. Najważniejszym jest kompleks Chöszöö Cajdam ze stelami z inskrypcjami runicznymi w alfabecie orchońskim.